# Bandidhoo
Bandidhoo is een van de bewoonde eilanden van het Dhaalu-atol behorende tot de Maldiven.

## Demografie
Bandidhoo telt (stand maart 2007) 391 vrouwen en 427 mannen.